# Gelbes Sonnenröschen
Das Gelbe Sonnenröschen (Helianthemum nummularium), auch Gewöhnliches Sonnenröschen, Gemeines Sonnenröschen, Sonnenröschen und Sonnenwendröschen genannt, ist eine Pflanzenart aus der Gattung Sonnenröschen (Helianthemum) innerhalb der Familie der Zistrosengewächse (Cistaceae). Sie gehört zu den Lichtanzeigern (Zeigerpflanzen).

## Beschreibung

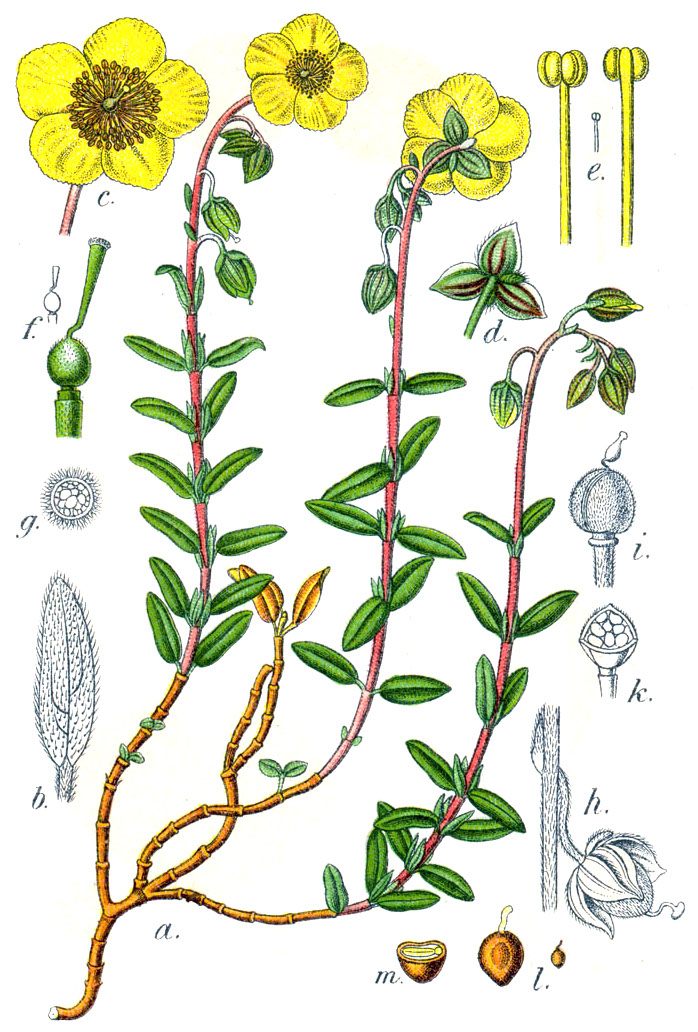
Illustration aus Sturm

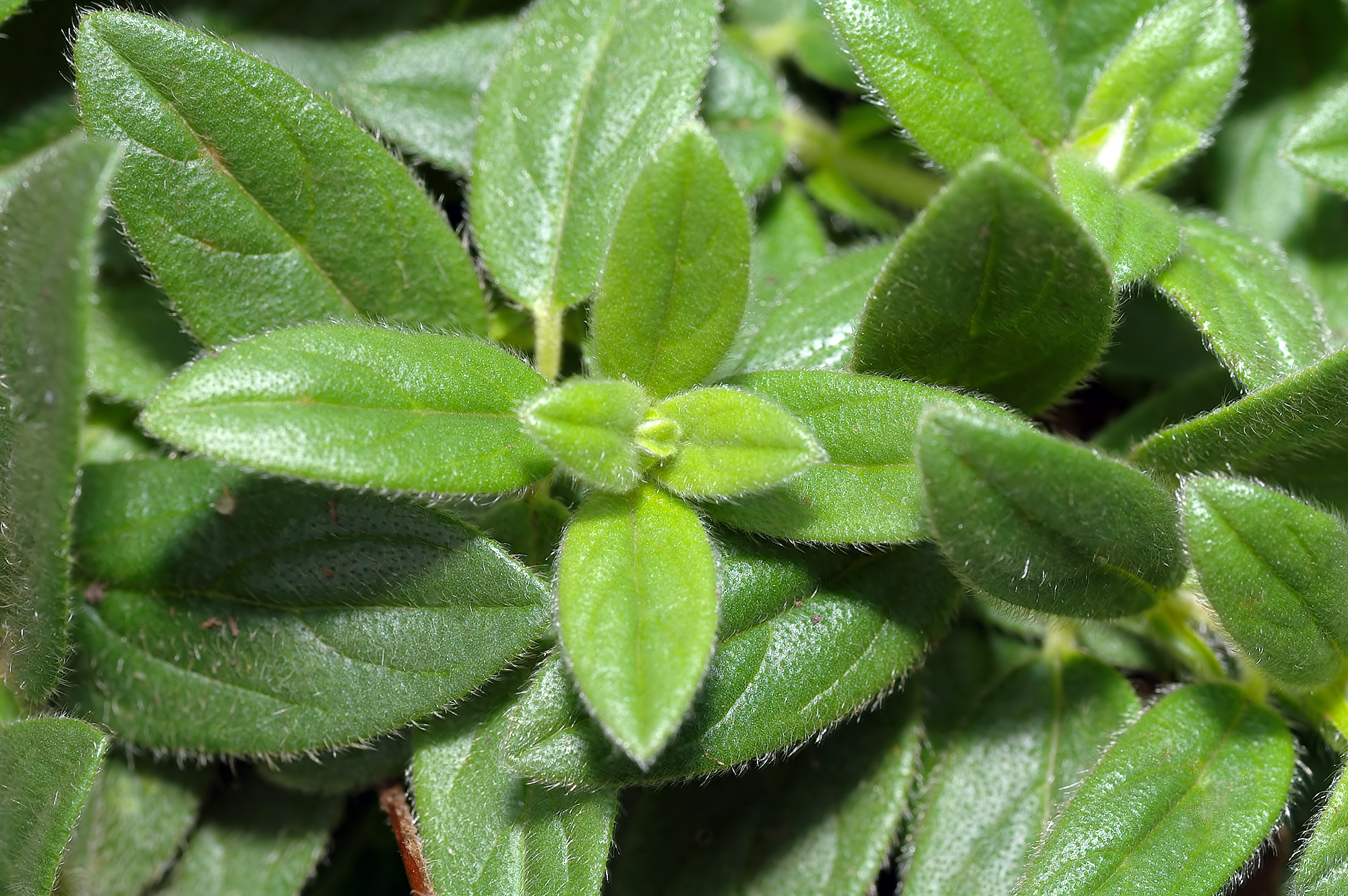
Detailaufnahme der gegenständigen Laubblätter

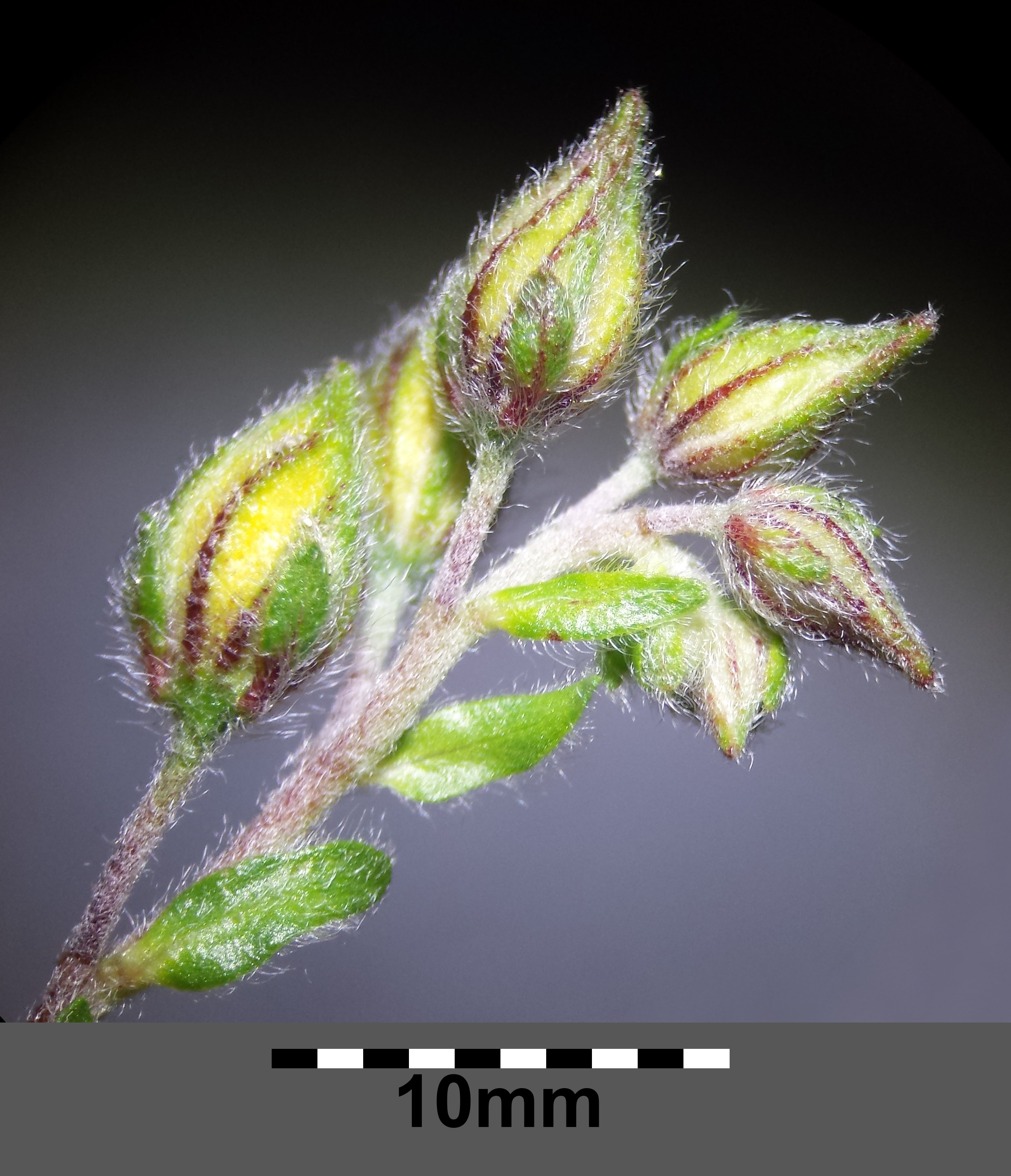
Blütenstand von Helianthemum nummularium subsp. obscurum mit eiförmigen, zwischen den Nerven kurzsternhaarigen Knospen

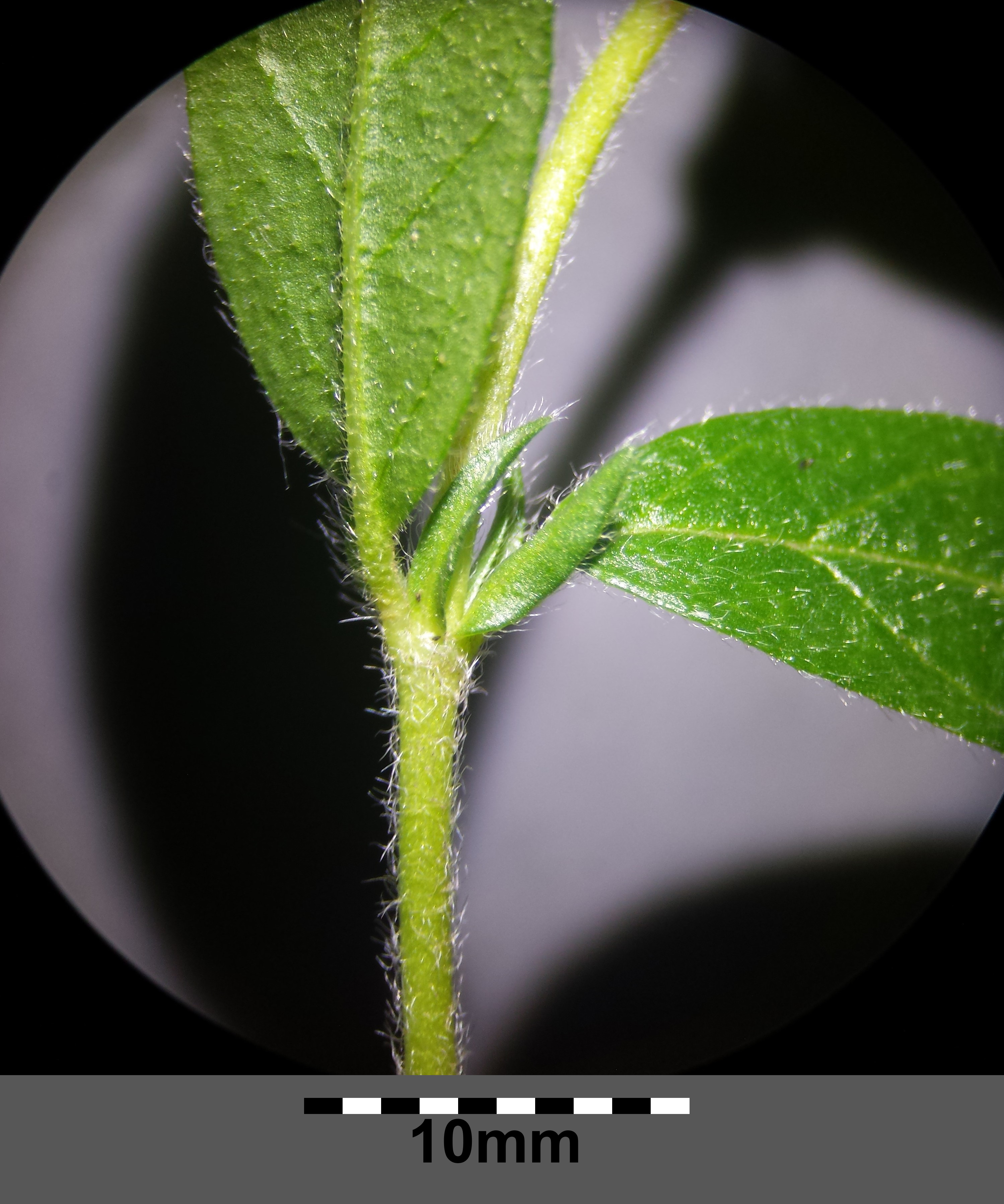
Stängel, Blätter und Nebenblätter von Helianthemum nummularium subsp. obscurum

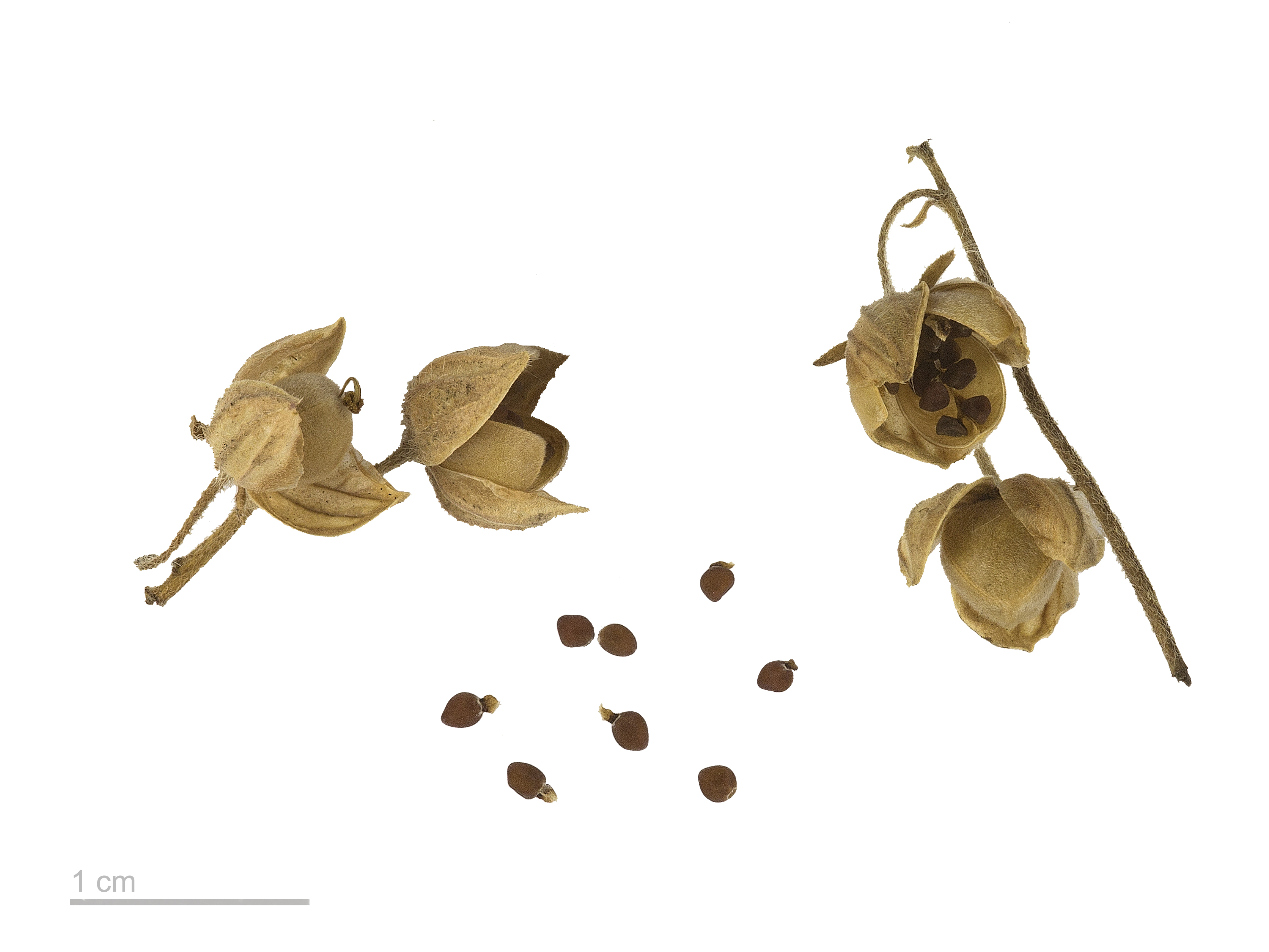
Kapselfrüchte und Samen

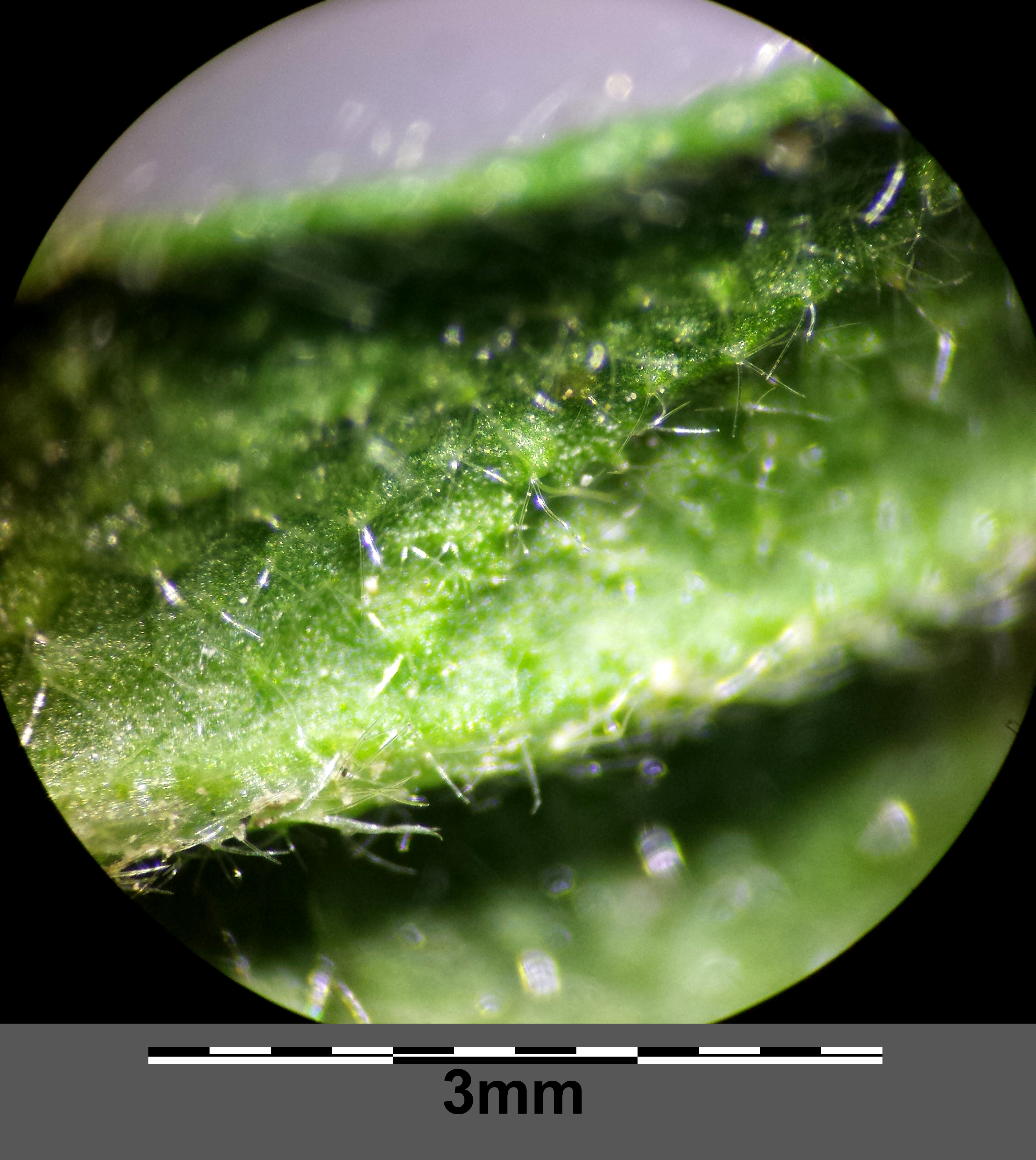
Laubblattunterseite von Helianthemum nummularium subsp. obscurum mit langen Büschelhaaren

### Vegetative Merkmale
Das Gelbe Sonnenröschen ist eine immergrüne, ausdauernde, an der Basis verholzende Pflanze, die als niederliegender, selten als aufsteigender Halbstrauch wächst und Wuchshöhen von 10 bis 30 Zentimetern erreicht.
Die gegenständigen Laubblätter sind in Blattstiel und -spreite gegliedert. Die einfache Blattspreite ist elliptisch-eiförmig, ganzrandig und bewimpert. Die lanzettlichen Nebenblätter sind länger als der Blattstiel.

### Generative Merkmale
Die Blütezeit reicht von Mai bis September. Der meist einseitswendige, traubige Blütenstand ist wenigblütig.
Die zwittrigen Blüten sind bei einem Durchmesser von 8 bis 18 Millimetern radiärsymmetrisch und fünfzählig mit einer doppelten Blütenhülle. Die Kelchblätter sind oft rötlich-streifig. Die fünf Kronblätter sind zitronen- bis goldgelb. Es sind viele Staubblätter vorhanden.
Die lokulizide Kapselfrucht enthält viele Samen.
Die Chromosomenzahl beträgt 2n = 20 für die Unterarten subsp. nummularium, subsp. glabrum, subsp. grandiflorum und subsp. obscurum.

## Ökologie
Beim Gelben Sonnenröschen liegt eine ektotrophe Mykorrhiza vor.
Das Gelbe Sonnenröschen nutzt das wärmere Klima der bodennahen Luftschichten. Folgende Merkmale sind Anpassungen an Trockenstandorte (Xeromorphosen): Die derben „Lederblätter“ besitzen einen umgerollten Blattrand und eine glänzende Blattoberseite.
Blütenökologisch handelt es sich um sonnenwendige, homogame „Pollen-Scheibenblumen“. Die weit über 100 Staubblätter sind sekundär durch Vervielfältigung entstanden (ein Büschelchen entspricht einem ursprünglichen Staubblatt). Die Blüten sind nur bei Sonne und nur bei Temperaturen über 20 Grad geöffnet. Die äußeren Staubblätter reagieren auf Berührung ihrer Basis mit sofortigem, langsamem Abspreizen. Dieser Mechanismus dient dazu, Pollen suchende Insekten mit Pollen einzustäuben. Dieser Vorgang ist reversibel. Die Kronblätter besitzen eine starke UV-Reflexion  und sind daher für Bienen gut sichtbar. Das wärme- und lichtabhängige Öffnen und Schließen der Blüten kann zu spontaner Selbstbestäubung führen. Die Blüten „leben“ nur einen Tag lang. Nachmittags fallen die Kronblätter bereits ab.
Fruchtreife erfolgt von Juli bis November. Die fachspaltigen Trockenkapselfrüchte wenden sich im Gegensatz zu den Blüten vom Licht ab, sie sind also negativ phototrop. Es erfolgt Wind- und Zufallsverbreitung und wegen der Klebrigkeit der Samen wohl auch eine Verbreitung als Klebhafter; die Samen werden auch als Regenschwemmling verbreitet. Es handelt sich um Lichtkeimer.
Bei am Dent de Morcles im Kanton Wallis in einer Höhenlage von 2200 Metern gesammelten Stämmchen mit einem Durchmesser von 3 bis 7,2 Millimetern wurde ein Alter von 10 bis 30 Jahren festgestellt.

## Vorkommen
Helianthemum nummularium ist im Kaukasusraum, in der Türkei und in ganz Europa außer Island verbreitet. Sie gedeiht meist an sonnigen Trockenhängen, Heiden, Waldrändern und Felsen. Helianthemum nummularium steigt in Graubünden am Piz del Fuorn bis in Höhenlagen von 2820 Metern auf, in der Unterart Helianthemum nummularium subsp. grandiflorum bei Zermatt sogar bis 3120 Meter.

## Systematik

### Taxonomie
Die Erstveröffentlichung erfolgte durch Carl von Linné als Cistus nummularius. Die Neukombination zu Helianthemum nummularium (L.) Mill. erfolgte 1768 durch Philip Miller in The Gardeners Dictionary: .... Ed. 8. Das Artepitheton nummularium ist vom lateinischen Wort nummulus, das „kleine Münze“ bedeutet, abgeleitet, da die goldgelben Blüten im Sonnenschein wie goldene Münzen leuchten (der Aufbewahrungsort für kleine Geldmünzen wird auch „Nummularium“ bezeichnet).

### Botanische Geschichte

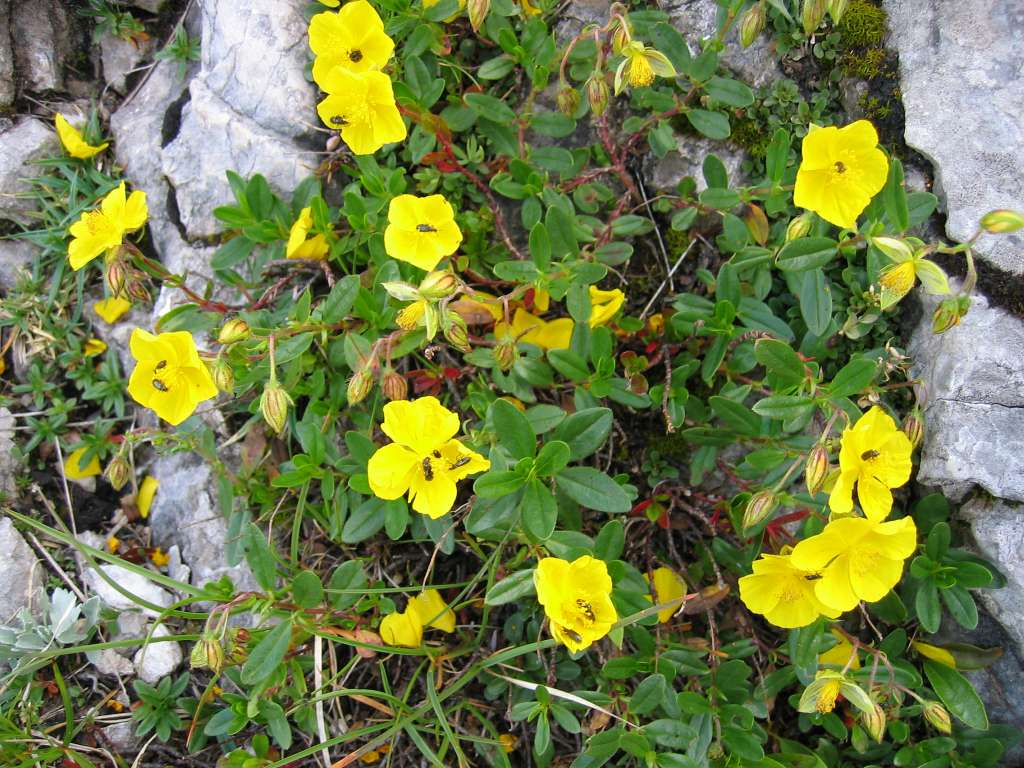
Helianthemum nummularium subsp. glabrum

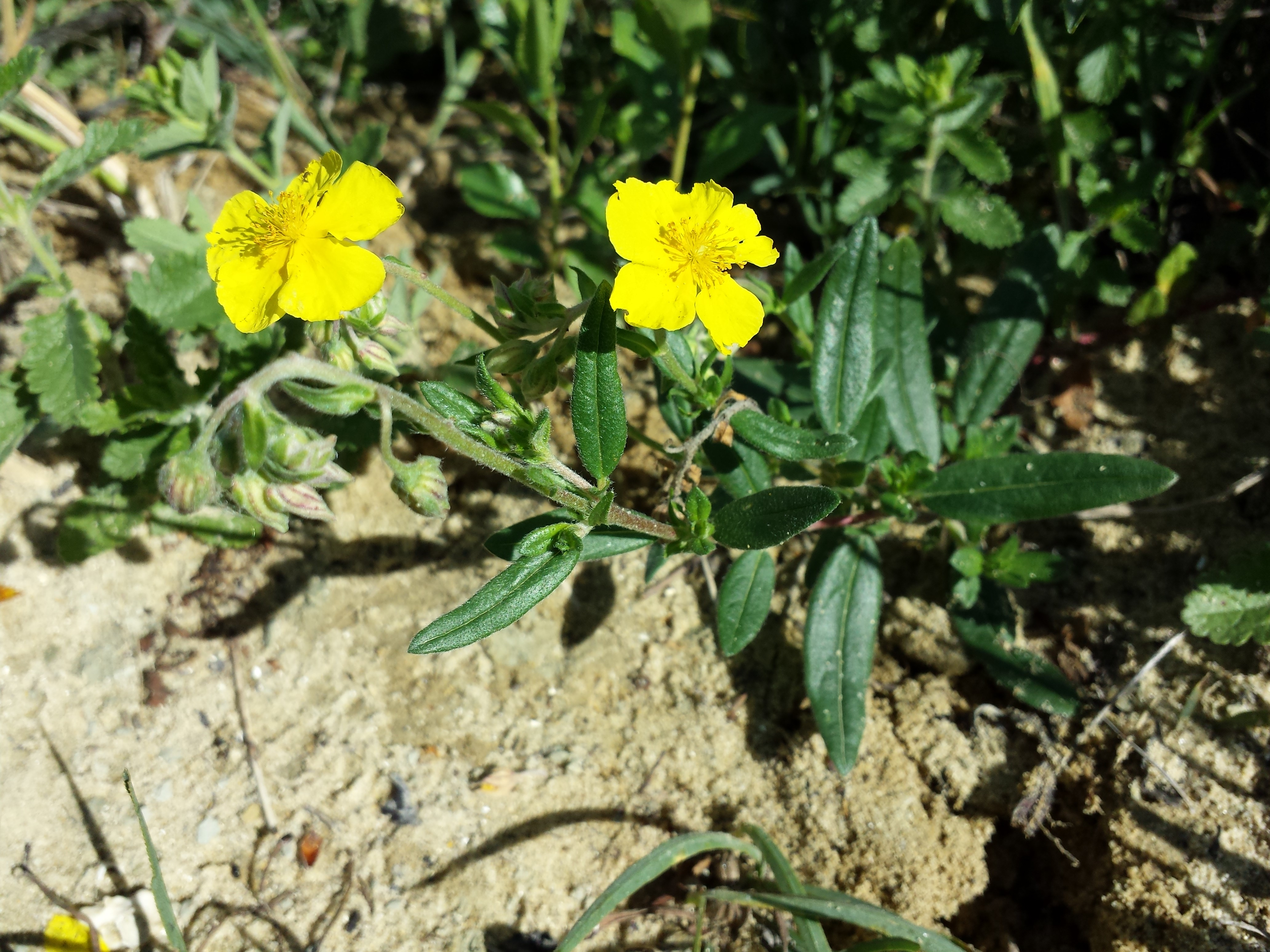
Helianthemum nummularium subsp. obscurum

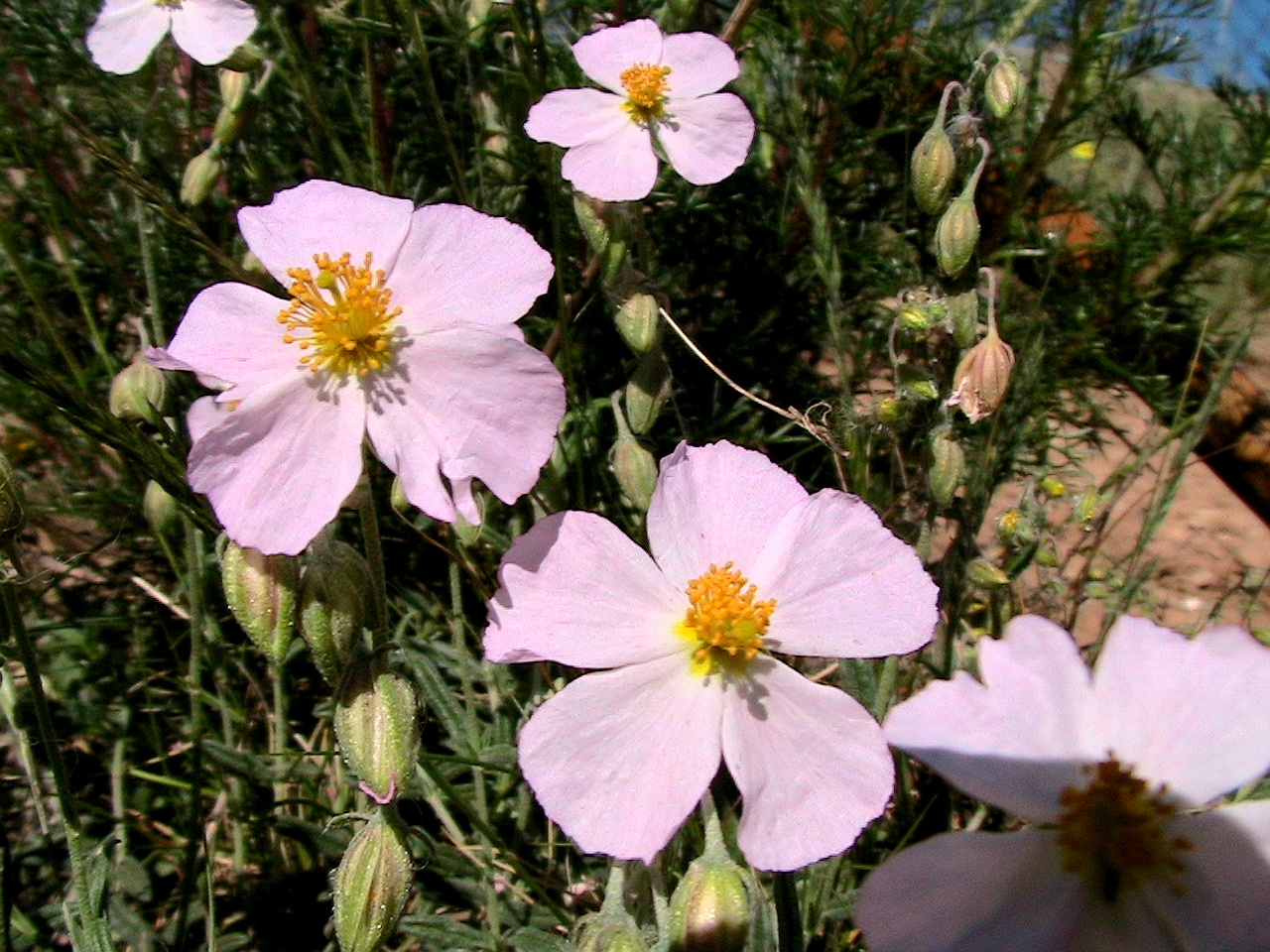
Helianthemum nummularium subsp. pyrenaicum

Von Helianthemum nummularium gibt es je nach Autor konventionell mindestens acht Unterarten:
- Helianthemum nummularium subsp. berteroanum (Bertol.) Breistr.: Sie kommt nur von Italien bis ins südöstliche Frankreich vor.
- Kahles Gewöhnliches Sonnenröschen (Helianthemum nummularium subsp. glabrum (W.D.J.Koch) Wilczek): Es ist von Zentral- bis Südeuropa verbreitet. Es gedeiht vermutlich in der Ordnung Seslerietalia.[1]
- Großblütiges Gewöhnliches Sonnenröschen (Helianthemum nummularium subsp. grandiflorum (Scop.) Schinz & Thell.): Es ist von Zentral- bis Südeuropa verbreitet.[5] Es gedeiht in Gesellschaften der Ordnung Seslerietalia oder des Verbands Erico-Pinion.[1] Diese Unterart steigt in den Allgäuer Alpen in Bayern am Kreuzeck bis zu einer Höhenlage von 2370 Metern auf.[6]

Die ökologischen Zeigerwerte nach Landolt et al. 2010 sind für diese Unterart in der Schweiz: Feuchtezahl F = 2 (mäßig trocken), Lichtzahl L = 4 (hell), Reaktionszahl R = 3 (schwach sauer bis neutral), Temperaturzahl T = 1+ (unter-alpin, supra-subalpin und ober-subalpin), Nährstoffzahl N = 2 (nährstoffarm), Kontinentalitätszahl K = 4 (subkontinental).
- Zweifarbiges Gewöhnliches Sonnenröschen (Helianthemum nummularium (L.) Mill. subsp. nummularium): Es ist weit verbreitet. Es gedeiht in Pflanzengesellschaften des Verbands Xerobromion, kommt aber auch in denen der Verbände Mesobromion, Violion oder Geranion sanguinei vor.[1] Die ökologischen Zeigerwerte nach Landolt et al. 2010 sind für diese Unterart in der Schweiz: Feuchtezahl F = 1+ (trocken), Lichtzahl L = 5 (sehr hell), Reaktionszahl R = 4 (neutral bis basisch), Temperaturzahl T = 4+ (warm-kollin), Nährstoffzahl N = 2 (nährstoffarm), Kontinentalitätszahl K = 4 (subkontinental).[7]
- Ovalblättriges Gewöhnliches Sonnenröschen (Helianthemum nummularium subsp. obscurum (Celak.) Holub): in Mittel- (z. B. Österreich), Südost-, Südwest- und Nordeuropa.[5] Es ist eine Charakterart der Ordnung Brometalia, kommt aber auch in Gesellschaften der Ordnung Festucetalia valesiacae oder der Verbände Violion, Geranion sanguinei oder Erico-Pinion vor.[1]

Die ökologischen Zeigerwerte nach Landolt et al. 2010 sind für diese Unterart in der Schweiz: Feuchtezahl F = 2 (mäßig trocken), Lichtzahl L = 4 (hell), Reaktionszahl R = 4 (neutral bis basisch), Temperaturzahl T = 4 (kollin), Nährstoffzahl N = 2 (nährstoffarm), Kontinentalitätszahl K = 4 (subkontinental).
- Helianthemum nummularium subsp. pyrenaicum (Janchen) Schinz & Thell.: Dieser Endemit kommt nur in den Pyrenäen vor.
- Helianthemum nummularium subsp. semiglabrum (Badaro) M. Proctor: Mit Vorkommen von Italien bis ins südöstliche Frankreich.
- Helianthemum nummularium subsp. tomentosum (Scop.) Schinz & Thell.: Sie kommt von Südeuropa bis in die südliche Schweiz vor. Die ökologischen Zeigerwerte nach Landolt et al. 2010 sind für diese Unterart in der Schweiz: Feuchtezahl F = 1+ (trocken), Lichtzahl L = 4 (hell), Reaktionszahl R = 3 (schwach sauer bis neutral), Temperaturzahl T = 2 (subalpin), Nährstoffzahl N = 2 (nährstoffarm), Kontinentalitätszahl K = 5 (kontinental).[7]

Nach genetischen und molekularen Untersuchungen von  Soubani et al. 2014 und Volkova et al. 2016 variieren innerhalb der Art die genetischen und die morphologischen Merkmale unabhängig voneinander, wobei Nordeuropa genetisch wesentlich ärmer ist als Südeuropa und der Alpenraum. Die konventionell zur Unterscheidung der gelb blühenden Unterarten verwendeten Merkmale (Indument, vor allem der Blattunterseite, Blattgröße, Blütengröße) variieren zudem unabhängig und erlaubten in vielen Fällen keine Zuordnung, zudem bildeten die Populationen verschiedener Regionen, nach Merkmalen geordnet, keine Cluster, die den Unterarten entsprächen. Es erscheint daher wahrscheinlich, dass die verschiedenen Gruppen eher ökologisch begründeten Formen entsprechen als Unterarten. Die Autoren empfehlen daher, die Art nicht mehr nach Unterarten zu unterscheiden.
Ein weiteres Resultat war, dass eine bisher unterschiedene Form, das Arktische Sonnenröschen (Helianthemum arcticum (Grosser) Janch.) weder genetisch noch morphologisch vom Gewöhnlichen Gelben Sonnenröschen  (Helianthemum nummularium subsp. obscurum (Celak.) Holub) zu unterscheiden ist. Es handelt sich um eine Lokalpopulation küstennaher Habitate am Kap Turij, auf der Halbinsel Kola im arktischen, nordwestlichen Russland, mehr als 500 Kilometer entfernt vom nächsten Vorkommen. Diese ist seit über Hundert Jahren bekannt. Die Pflanzenexemplare entsprechen morphologisch der Helianthemum nummularium subsp. nummularia und wurden auch schon früher mit ihr synonymisiert (z. B. von C. F. Proctor und V. H. Heywood in ihrer Bearbeitung der Gattung in der Flora Europaea, Band 2). Das wichtigste morphologische Merkmal, das Indument der Laubblätter, erwies sich zudem unter Kontrolle eines einzigen Genlocus. Das Arktische Sonnenröschen ist aufgeführt als streng geschützt im Anhang 1 der Berner Konvention und als besonders geschützt in der Anlage 1 zur Bundesartenschutzverordnung.

## Trivialnamen
Der englischsprachige Trivialname Rock Rose (unzulässig direkt übersetzt etwa „Felsenrose“) verdankt Helianthemum nummularium seinen Vorkommen auf felsigen Hängen der Mittelgebirge.

## Verwendung
Das Gelbe Sonnenröschen wird als Steingartenpflanze verwendet und in der Bach-Blütentherapie eingesetzt. Früher wurde die Art als 'Herba Helianthemi vel Chamaecisti vulgaris' medizinisch genutzt.
Es gibt auch einige Sorten von Helianthemum nummularium (Auswahl):
- ‘Annabell’ mit gefüllten rosa Blüten
- ‘The Bride’, weiße einfache Blüten
- ‘Rose Glory’ mit dunkelrosa Blüten.

Auf den schottischen Jutehändler John Nicoll aus Dundee geht die "Ben" Serie in roten und weißen Farbtönen zurück.